# Eduardo Valdés
Eduardo Félix Valdés (Córdoba, 16 de febrero de 1956) es un abogado, diplomático y político argentino, diputado nacional por la Ciudad Autónoma de Buenos Aires desde el 10 de diciembre de 2019. Además, se desempeñó como embajador de Argentina ante Ciudad del Vaticano entre 2014 y 2015.
Fue miembro del Parlamento del Mercosur (por el Frente para la Victoria) entre 2015 y 2019.
Es dirigente del Partido Justicialista en la Ciudad de Buenos Aires.

## Primeros años y familia
Nació en Córdoba, pero a los pocos años se trasladó a la ciudad de Neuquén. Fue educado en el Colegio Don Bosco de esa última ciudad.
Está casado y tiene dos hijos varones.

## Carrera
Estudió abogacía en la Universidad de Buenos Aires. Además tiene maestrías en Relaciones Internacionales en la Universidad de Murcia (España), y la Universidad de Georgetown (Estados Unidos).
Su carrera política inició en 1989 como secretario general del Gobierno de la Ciudad de Buenos Aires durante la intendencia de Carlos Grosso. En 1991 fue nombrado consejero vecinal de Buenos Aires. También fue convencional constituyente en la Reforma constitucional argentina de 1994. En 1995 fundó la Escuela Nacional de Gobierno del Instituto Nacional de la Administración Pública, siendo su director hasta 1998. También se ha desempeñado como profesor de Planificación Logística en la Universidad de Lanús.
También fue legislador de la Ciudad de Buenos Aires entre 2000 y 2003, presidiendo el bloque del Frente Justicialista. En 2003 fue nombrado jefe de Gabinete del Ministerio de Relaciones Exteriores y Culto de la Nación hasta diciembre de 2004 durante el período de Rafael Bielsa.
Renunció al cargo por pedido del entonces presidente Néstor Kirchner, en 2008. Desde entonces se unió a la empresa Aeropuertos Argentina 2000.
Con Néstor y Cristina Kirchner se conocieron en la Convención Constituyente de 1994. Años más tarde apoyó la llegada de la pareja a Buenos Aires y el inicio del kirchnerismo en 2003. 
En 2002, con Rafael Bielsa habían armado el partido GESTA (Gobierno, Estado, Sociedad, Todos Ahora).
Años más tarde volvió a ejercer como abogado. Representó a un joven que denunció al sacerdote Julio Grassi, cuyo testimonio fue decisivo para que el pedófilo fuese condenado a 15 años de prisión.

### Embajador en la Santa Sede
En octubre de 2014, Cristina Fernández de Kirchner lo designó embajador ante la Santa Sede en Roma, reemplazando así a Juan Pablo Cafiero. El 15 de octubre de ese año, la Santa Sede le entregó el plácet de estilo y su designación fue aprobada días más tarde por el Senado de la Nación Argentina.
Valdés es amigo del sumo pontífice y lo conoce desde que era arzobispo de Buenos Aires. Durante su labor en la sede diplomática se consolidó como uno de los principales nexos entre el gobierno argentino y Francisco, siendo el encargado de armar reuniones entre funcionarios nacionales y el Papa. Durante 2015 organizó las cuatro reuniones realizadas entre Cristina Kirchner y el Papa Francisco. También organizó la reunión entre el Papa y Diego Maradona, y la reunión entre Francisco y los dirigentes de La Cámpora.
Dejó la embajada en diciembre de 2015 para asumir su banca como parlamentario del Mercosur, jurando el día 14 de diciembre. Su trabajo en la embajada fue destacado por el secretario de Estado de la Santa Sede Pietro Parolin, que lo calificó de «una relación fructífera y constructiva».
Días antes de dejar la embajada, inauguró un nuevo inmueble en las cercanías de la Plaza de San Pedro.

### Televisión
Tuvo un programa de entrevistas llamado Café Las Palabras en el Canal 26 de Buenos Aires. Su nombre se debía a su bar privado ubicado en el barrio de Almagro donde tiene estatuas en tamaño real de Tita Merello, Juan Domingo Perón, Eva Perón, Raúl Alfonsín y el papa Francisco.

## Distinciones
Valdés en 2004 recibió la Orden de Bernardo O'Higgins por parte del Gobierno de Chile, en 2005 la Orden de Río Branco en el grado de barón por el Gobierno de Brasil.
Se desempeña como presidente de la comisión de Relaciones Exteriores y Culto de la Cámara de Diputados de la República Argentina